# セヴァーン・ラム

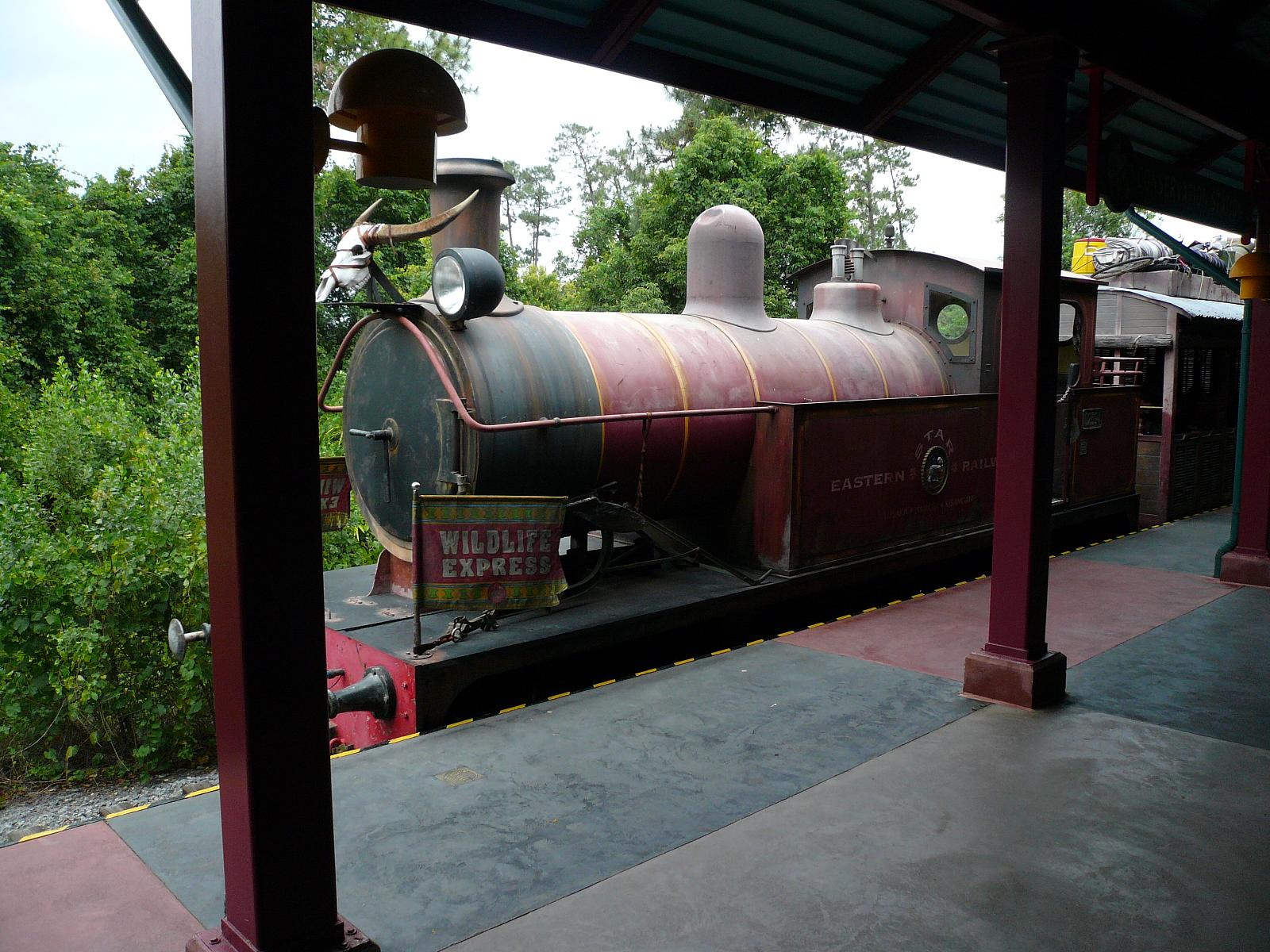
意図的に痛ませた蒸気機関車風のディーゼル機関車は、ディズニー・ワールドのワイルドライフ・エクスプレス・トレイン向けに、1997年に製造されている。

セヴァーン・ラム（英: Severn Lamb）は、主にレジャー市場に向けた輸送システムおよび機器などの様々な形式を取り扱っている製造会社である。ときどき、セヴァーン＝ラム（英: Severn-Lamb）としても知られている。
当社は、イングランドウォリックシャー州にあるAlcesterに拠点を置いており、世界中にて製品を販売している。

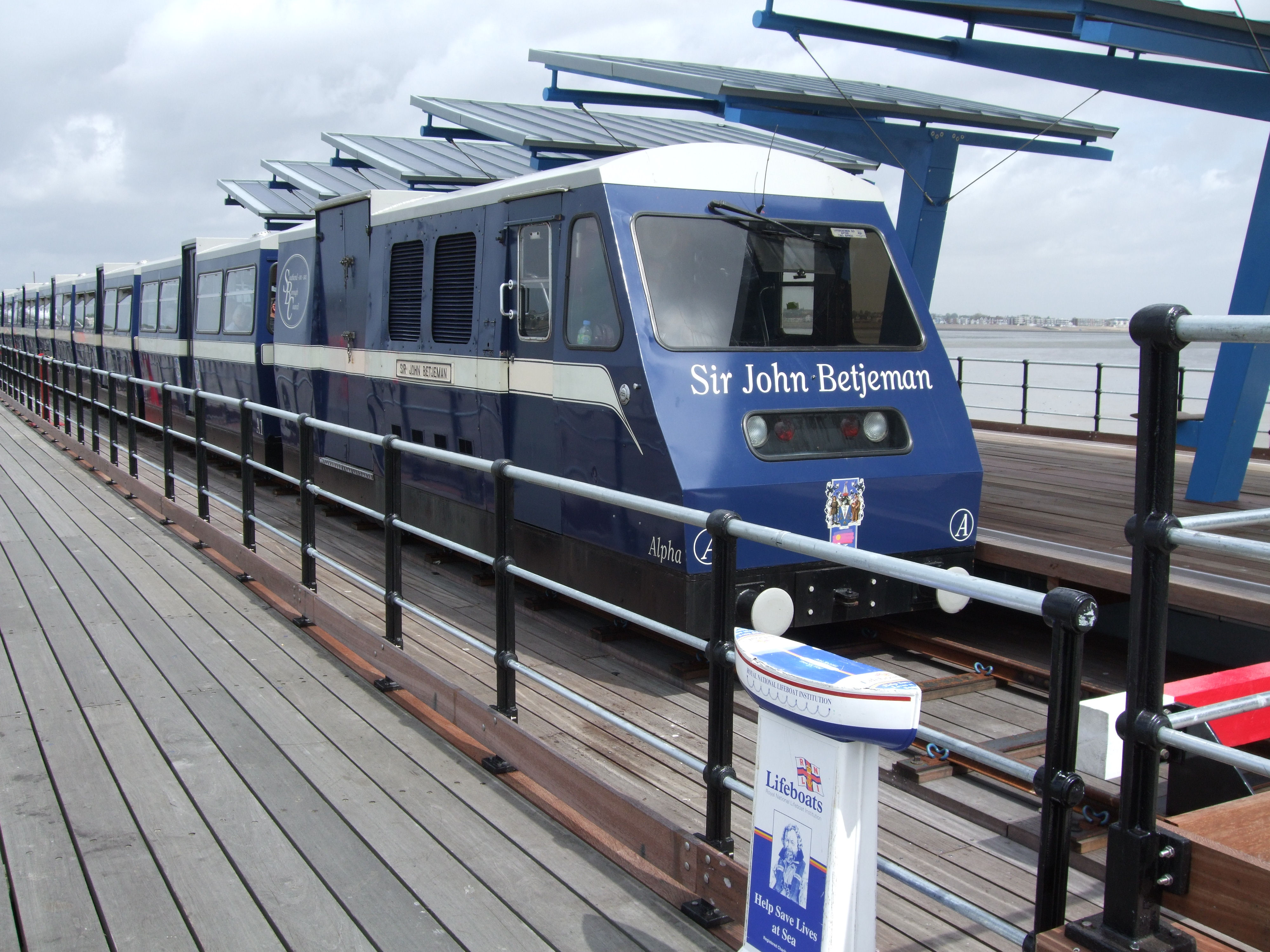
サウスエンド・ピア鉄道向けに1986年に製造されたディーゼル気動車には、詩人ジョン・ベチェマンにちなんだ列車名が付いている。

当社は、ストラトフォード＝アポン＝エイヴォンにて、ピーター・セヴァーン・ラムによって1948年に設立された。
その初期には、模型およびミニチュア鉄道向けに蒸気機関車を主に製造していた。
今日では、電動車両、バスおよびボートを含む、ロードトレイン、モノレールおよび様々なテーマの特殊車両と一緒に、テーマパークおよび同様の会場における狭軌鉄道向けにライブスチームおよび蒸気機関車風ディーゼル機関車を製造している。
顧客には、ウォルト・ディズニー・ワールド・リゾートにあるディズニー・アニマル・キングダムのワイルドライフ・エクスプレス・トレイン向けの車両製造、ディズニーランド・パリのディズニーランド鉄道および香港ディズニーランドの香港ディズニーランド鉄道とともに、ディズニーが含まれる。
車両もまた、アメリカ合衆国フロリダ州にあるブッシュ・ガーデンズ・タンパ、イタリアにあるミラビランディア、クウェートにあるクウェート・エンターテイメント・シティ、マレーシアにあるゲンティン・ハイランドおよびイギリスにあるソープ・パークおよびレゴランド・ウィンザーを含む、他の多くのテーマパークおよびリゾート向けに製造されている。

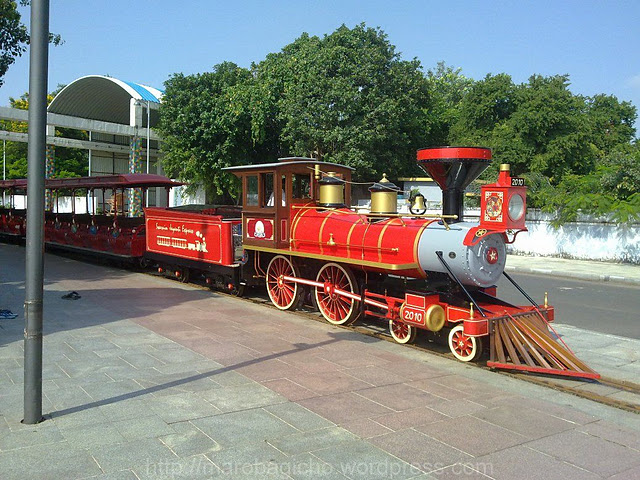
インドアフマダーバードのKankaria湖にて、アタル・ビハーリー・ヴァージペーイー元首相にちなんで名付けられたアタル・エクスプレス。

セヴァーン・ラムはまた、アテネ開催の2004年オリンピック開閉会式向けに、競技場周辺部を取り囲むステージの移動手段として、52の電動プラットフォームを建設している。